# Dom przy Rynku 25 w Mielcu
Dom przy Rynku 25 w Mielcu – budynek znajdujący się we wschodniej pierzei rynku. Oznaczony jest numerem 25. Jest wpisany do rejestru zabytków nieruchomych województwa podkarpackiego pod numerem A-1122 z 21.11.1988. Zbudowany został na przełomie XIX i XX wieku. Jednopiętrowy, murowany i otynkowany dom jest przykryty jednospadowym dachem krytym dachówką.